# Ardusberget
Ardusberget är en kulle i Antarktis. Den ligger i Östantarktis. Norge gör anspråk på området. Toppen på Ardusberget är 2 020 meter över havet.
Terrängen runt Ardusberget är kuperad åt sydost, men åt nordväst är den platt. Trakten är obefolkad. Det finns inga samhällen i närheten.